# E-boek

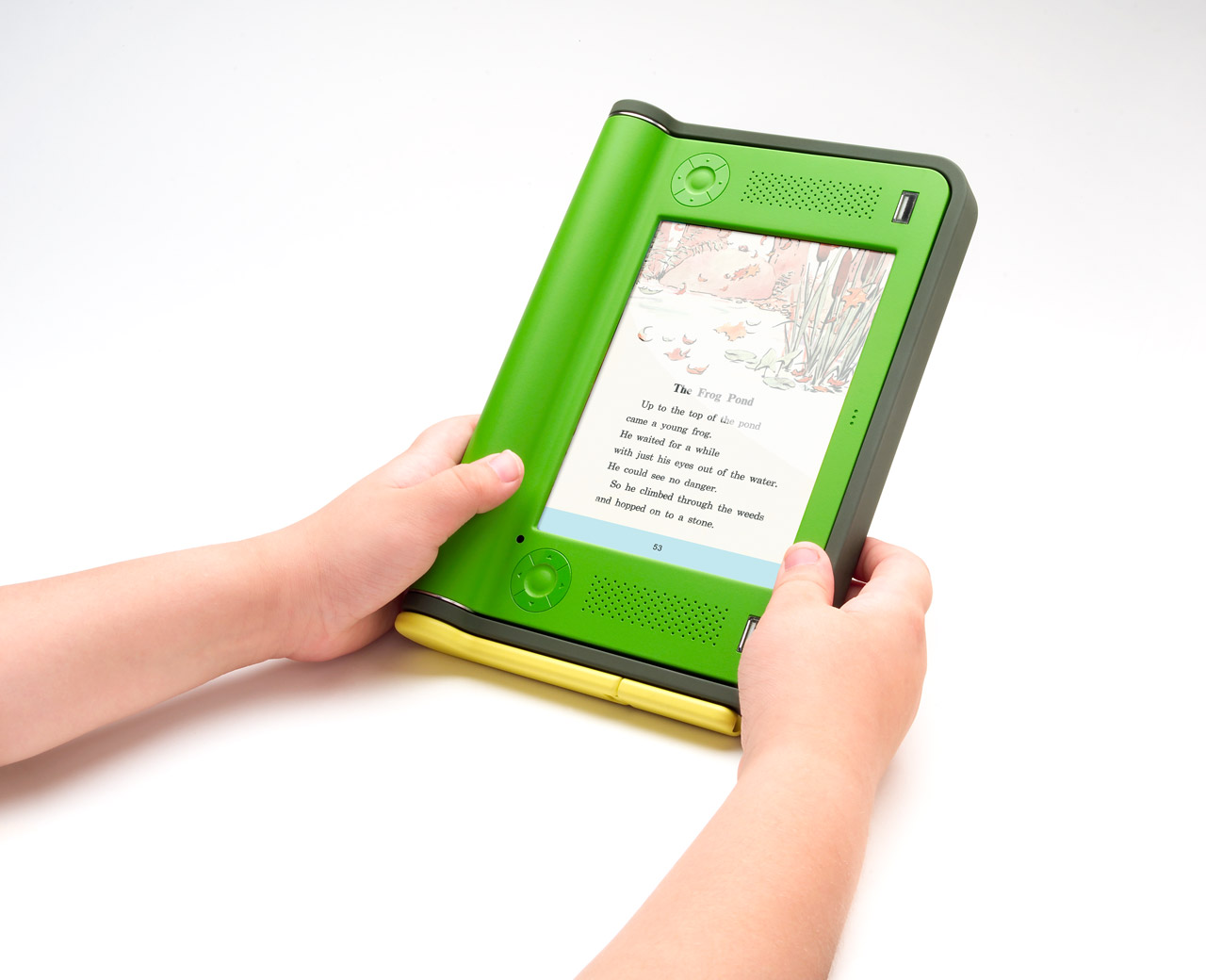
Een e-reader, waarop een e-boek kan worden gelezen.

Een e-boek (of e-book) is een verzamelnaam voor digitale documenten die weergegeven kunnen worden op een e-reader evenals op beeldschermen van computers en smartphones. Het gaat hierbij zowel om teksten die eerder (of tegelijkertijd) verschenen zijn op papier, dus als conventioneel boek, als om teksten die uitsluitend voor digitaal gebruik geschreven zijn. E-boeken hebben doorgaans net als een gewoon boek een hoofdstukindeling. Zowel teksten, afbeeldingen als animatievideo's kunnen worden weergegeven.
Michael Hart, in 1971 oprichter van e-boekuitgever Project Gutenberg, staat bekend als de uitvinder van het elektronische boek.

## Apparatuur
Digitale boeken zijn er in veel bestandsformaten en ze worden op uiteenlopende apparatuur gelezen. Aanvankelijk werden e-boeken gelezen op een desktopcomputer of laptop, later ook op pda's en pocket-pc's, smartphones en andere mobiele apparaten. Het nadeel van veel van de kleinere mobiele apparaten is het kleine beeldscherm dat het lezen bemoeilijkt. Een nieuwe ontwikkeling zijn de gespecialiseerde e-readers op basis van e-paper, zoals de Kindle van het Amerikaanse Amazon of de iLiad van het Eindhovense bedrijf iRex Technologies. Deze apparaten maken gebruik van e-ink waardoor ze een rustig beeld geven, in tegenstelling tot het beeldscherm van een computer of mobiele telefoon. Ze zijn door het gebrek aan kleur en de trage pagina-opbouw minder of niet geschikt voor andere functies, zoals surfen op het web en video kijken. De iPad van Apple presenteert zich ook als apparaat om boeken op te lezen, naast vele andere functies, maar heeft wel een lcd- in plaats van een e-ink-scherm.
De voordelen die gebruikers van e-boeken noemen zijn: licht in gewicht, de mogelijkheid om een haast onbeperkt aantal boeken mee te kunnen nemen, zelf bepalen van de achtergrondkleur en het kunnen instellen van lettertype en/of -grootte. De meer gespecialiseerde e-readers, zoals de iLiad, leveren een groter beeldscherm in combinatie met een langere levensduur van de accu. Bovendien is het beeld scherper. Bij e-Ink verbruikt het apparaat alleen stroom bij het opbouwen van het beeld. Daarna blijven de letters zichtbaar op het "elektronische papier". Daar staat tegenover dat men met dit scherm niet kan lezen in het donker. Soms zit er een lampje aan het apparaat (dat kost natuurlijk wel stroom).

## Technologie
De meeste echte e-readers van de huidige generatie hebben een zwart-witbeeldscherm van 5 tot 10 inch (12,5 tot 25 centimeter), met een scherm dat meestal is gemaakt van elektronisch papier. Dat materiaal onderscheidt zich van gewoon papier doordat het gewist en herschreven kan worden. Het wordt ook wel e-papier of e-paper genoemd. De meest gebruikte vorm van elektronisch papier is een materiaal met kleine bolletjes die reageren op een elektrische lading, waardoor ze een vorm kunnen aannemen die vergelijkbaar is met de pixels op een computerbeeldscherm.

## Software
Om e-boeken te kunnen lezen op een mobiel apparaat of een pc is speciale software nodig, vaak met Digital Rights Management. Met het woord reader kan de apparatuur worden bedoeld, maar ook deze software. Er zijn tal van e-bookreadersprogramma's in omloop. Allemaal gebruiken ze hun eigen formaat. De bekendste readers en formaten zijn: pdf (wordt op mobiele apparaten steeds minder gebruikt), Microsoft Reader, Mobipocket, ePub en het in de volksmond genoemde "pdb"-formaat. Mobipocket was een Frans bedrijf tot het in 2005 door Amazon werd overgenomen. Inmiddels zijn de gebruiksmogelijkheden van dit formaat beperkt, door opkomst van ePub. De Kindle-reader van Amazon kan uitsluitend gebruikt worden met e-boeken in prc-formaat.

## Heden en toekomst
Een belangrijke ontwikkeling is het steeds populairder wordende formaat ePub van het Open eBook Consortium. In 2008 heeft de internationale uitgever Penguin aangegeven al haar boeken ook in dit formaat te gaan publiceren. Project Gutenberg is een van de grootste online bibliotheken waar e-boeken kunnen worden gedownload.
Met name in de VS maakte het e-boek een stormachtige ontwikkeling door. Dat kwam in 2007 in een stroomversnelling doordat Sony met een reader op de markt kwam op basis van elektronisch papier. Aan het einde van 2007 introduceerde Amazon een eigen reader op basis van elektronisch papier onder de naam Kindle. De Kindle leest boeken die op Amazon gekocht kunnen worden en verschillende andere formaten, maar niet het bij Nederlandstalige uitgevers populaire ePub. In 2008 kondigde Sony aan dat zij hun e-bookreader zullen aanpassen zodat ook andere formaten gelezen kunnen worden.
Het e-boek kan vergeleken worden met de ontwikkelingen in de muziekindustrie. De komst van de MP3-speler en sites waarop muziek uitgewisseld kan worden heeft het gebruik van MP3 sterk gestimuleerd. De muziekuitgevers hebben lange tijd geprobeerd deze ontwikkeling tegen te houden, maar zijn uiteindelijk overstag gegaan door muziek officieel te gaan aanbieden als MP3. Zodra de e-bookreaders op basis van elektronisch papier breder verkrijgbaar zijn bij de winkels voor consumentenelektronica en studenten de mobiele apparaten gaan gebruiken voor hun studie zal de consument beginnen met het omzetten van gedrukte boeken in e-boeken en komen e-boeken in distributie.

## Nederland
In niet-Engelssprekende landen zoals België en Nederland zijn de ontwikkelingen anders. Nederlandse bedrijven, waarvan de boeken leesbaar zijn op computers, mobiele telefoons en met leesprogramma's als iLiad en Bebook, hebben inmiddels meer dan drieduizend Nederlandstalige titels beschikbaar (10.000 titels in december 2011). Sony Reader, dat samenwerkt met Google, biedt (stand van augustus 2009) zo'n 2000 Nederlandstalige boeken aan. De in de Verenigde Staten wijdverbreide Kindle is in Europa beperkt in zijn aanbod, omdat veel Amerikaanse uitgevers hun boek om auteursrechtelijke redenen niet in andere taalgebieden willen aanbieden; Nederlandstalige werken zijn er niet mee te lezen, evenmin als de boeken die al door Google en andere e-boekverspreiders beschikbaar zijn gesteld.
De Nederlandse markt voor digitale boeken groeit langzaam. In 2011 kwam 1,3 procent van de totale boekverkopen uit e-books. Het jaar erop steeg dat percentage naar 2,5 procent. In 2013 was 4,1 procent van de omzet van de totale boekenmarkt afkomstig van e-books.
Bij gedrukte boeken maakt de productprijs (auteursrecht, drukken, binden en dergelijke) zo'n 15-20% van de verkoopprijs uit; het percentage voor de verkoper, de boekhandel, is gewoonlijk 30-40%, en de resterende 40-55% is voor de uitgever. Omdat de productprijs bij e-boeken lager is, kan de kostprijs van e-boeken ook lager zijn. In de huidige praktijk is deze gemiddeld zo'n 20% lager zijn dan die van gedrukte boeken. De e-boekuitgever is als producent afhankelijk van een verkoper. Over de precieze verdeling van kosten bij e-boeken is nog weinig bekend.

## België
In Vlaanderen wordt de verkoop van e-boeken en e-readers gestroomlijnd door e-Boek.org, een project van Boek.be, de confederatie van belangenverenigingen van het Vlaamse boekbedrijf.
Vanaf 1 april 2019 is in België het btw-tarief voor een e-boek verlaagd van 21% naar 6%.

## Trivia
Stichting Auteursdomein was in 2006 de eerste Nederlandse uitgeverij die e-boeken aanbood via het Centraal Boekhuis. Er was nog geen infrastructuur voor het downloaden van bestanden via boekhandels en bibliotheken. De bestanden van het formaat Palm Markup Language (PML) werden verkocht op SD-kaarten.